# تابوبيا ثنائية القنابات
تابوبيا ثنائية القنابات (الاسم العلمي:Tabebuia bibracteolata) هي نوع من النباتات تتبع جنس التابوبيا من الفصيلة البنيونية. تم وصف هذا النوع من النبات علمياً لأول مرة من قبل ناثانيال لورد بريتون وأوغست هاينريش رودولف غريسباخ سنة 1915.

## الموئل والإنتشار
مواطن هذه الشجرة الأصلية هي في كوبا منطقة سييرا دي نيبي (بالإسبانية: Sierra de Nipe)‏ بشكل خاص.

## مرادفات الاسم العلمي
- تابوبيا بيضاء (Tabebuia candicans)
- تابوبيا وبغية (Tabebuia furfuracea)
- تابوبيا معرقة (Tabebuia nervosa)
- تابوبيا سييرا دي نيبي (Tabebuia nipensis)
- تابوبيا شبه قلبية (Tabebuia subcordata)
- تيكومة ثنائية القنابات (Tecoma bibracteolata)